# Gârbova
Gârbova (Duits: Urwegen, Hongaars: Szászorbó) is een gemeente in Alba. De gemeente ligt in de regio Transsylvanië, in het westen van Roemenië. Vanaf de 12e eeuw tot in de jaren ´70 van de vorige eeuw was het een plaats die grotendeels door Zevenburger Saksen werd bewoond. Deze zijn daarna vertrokken naar Duitsland. De plaats heeft tot op heden haar Saksische uiterlijk behouden. In het midden staat de Evangelische kerk. 
Voor de 12e eeuw was de plaats onder de naam Orba een van de gebieden waar de Szeklers oorspronkelijk woonden voordat ze vertrokken naar het Szeklerland. 

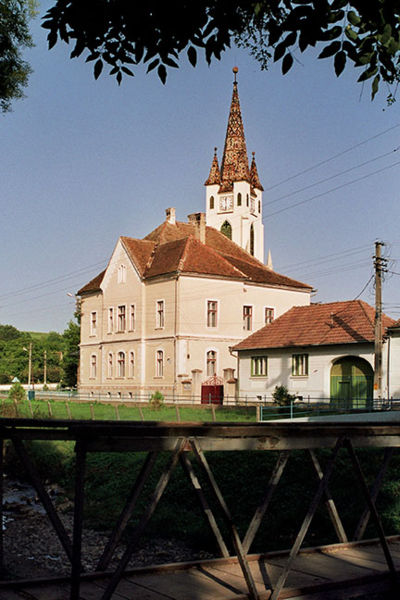
Gârbova

Steden met gemeentestatus: Alba Iulia · Aiud · Blaj · Sebeș

Steden zonder gemeentestatus: Abrud · Baia de Arieș · Câmpeni · Cugir · Ocna Mureș · Teiuș · Zlatna

Gemeenten: Albac · Almaşu Mare · Arieșeni · Avram Iancu · Berghin · Bistra · Blandiana · Bucium · Câlnic · Cenade · Cergău · Ceru-Băcăinți · Cetatea de Baltă · Ciugud · Ciuruleasa · Crăciunelu de Jos · Cricău · Cut · Daia Română · Doștat · Fărău · Galda de Jos · Gârda de Sus · Gârbova · Hopârta · Horea · Ighiu · Întregalde · Jidvei · Livezile · Lupșa · Lopadea Nouă · Lunca Mureșului · Meteș · Mihalț · Mirăslău · Mogoș · Noșlac · Ocoliș · Ohaba · Pianu · Poiana Vadului · Ponor · Poșaga · Rădești · Râmeț · Rimetea · Roșia de Secaș · Roșia Montană · Sălciua · Săliștea · Sâncel · Săsciori · Sântimbru · Scărișoara · Stremț · Șibot · Sohodol · Șpring · Șugag · Șona · Unirea · Vadu Moților · Valea Lungă · Vidra · Vințu de Jos